# Lautinjärvi
Lautinjärvi eller Luotijärvi är en sjö i Finland. Den ligger i kommunen Puolango i landskapet Kajanaland, i den centrala delen av landet, 500 km norr om huvudstaden Helsingfors. Lautinjärvi ligger 159 meter över havet. Den ligger vid sjön Ylä Potkunjärvi. Arean är 23 hektar och strandlinjen är 3,7 kilometer lång. Sjön  ingår i Uleälvens huvudavrinningsområde. 